# Томашув-Болеславецький
Томашув-Болеславецький (пол. Tomaszów Bolesławiecki, нім. Thomaswaldau) — село в Польщі, у гміні Варта-Болеславецька Болеславецького повіту Нижньосілезького воєводства.
Населення — 1811 осіб (2011).
У 1975-1998 роках село належало до Легницького воєводства.

## Демографія
Демографічна структура станом на 31 березня 2011 року:
|          | Загалом | Допрацездатний вік | Працездатний вік | Постпрацездатний вік |
| -------- | ------- | ------------------ | ---------------- | -------------------- |
| Чоловіки | 910     | 201                | 651              | 58                   |
| Жінки    | 901     | 167                | 609              | 125                  |
| Разом    | 1811    | 368                | 1260             | 183                  |